# Tyrrell 024
Chronologie des modèles (1996)
Tyrrell 023 Tyrrell 025
La Tyrrell 024 est la monoplace de Formule 1 engagée par l'écurie Tyrrell Racing lors de la saison 1996 de Formule 1. Elle est pilotée par le Japonais Ukyo Katayama qui entame sa quatrième année de collaboration avec l'écurie britannique et par le Finlandais Mika Salo présent chez Tyrrell depuis la saison précédente. Le pilote essayeur est le Français Emmanuel Collard. La Tyrrell 024 est propulsée par un moteur Yamaha comme l'année précédente.
La monoplace britannique est l'une des moins fiables du plateau 1996, les deux pilotes Tyrrell ne franchissant pas quinze fois l'arrivée en trente-deux engagements, principalement à cause du fragile moteur Yamaha.

## Historique
En course, Mika Salo marque le premier point de la saison en finissant sixième lors de la première manche, en Australie. Ukyo Katayama termine onzième et dernier, à trois tours du vainqueur Damon Hill. Au Grand Prix suivant, au Brésil, Mika Salo, élancé de la onzième position, termine à nouveau dans les points avec sa cinquième place alors que son coéquipier, parti seizième, fini neuvième, à un tour du Finlandais,. L'écurie se retrouve alors à une étonnante cinquième place provisoire.
Au Grand Prix d'Europe, Mika Salo et Ukyo Katayama se qualifient en quatorzième et seizième positions. À l'issue de la course, Mika Salo, dixième, est disqualifié en raison du poids de sa voiture en deçà du poids minimum autorisé, tout comme son coéquipier, arrivé douzième, pour avoir reçu de l'aide extérieure lors du tour de formation. Le Japonais, victime du manque de fiabilité de sa monoplace, ne rallie plus l'arrivée jusqu'à s septième place lors de la douzième manche de la saison, en Hongrie. Pendant ce temps, Mika Salo termine à nouveau cinquième lors du Grand Prix de Monaco et est disqualifié du Grand Prix suivant, en Espagne où il abandonne au seizième tour, pour avoir changé de voiture lors du départ,.
Tyrrell Racing termine huitième du championnat avec cinq points, tous marqués par Mika Salo qui prend la treizième place du championnat des pilotes. Ukyo Katayama quitte l'écurie britannique et rejoint la Scuderia Minardi.

## Résultats en championnat du monde de Formule 1

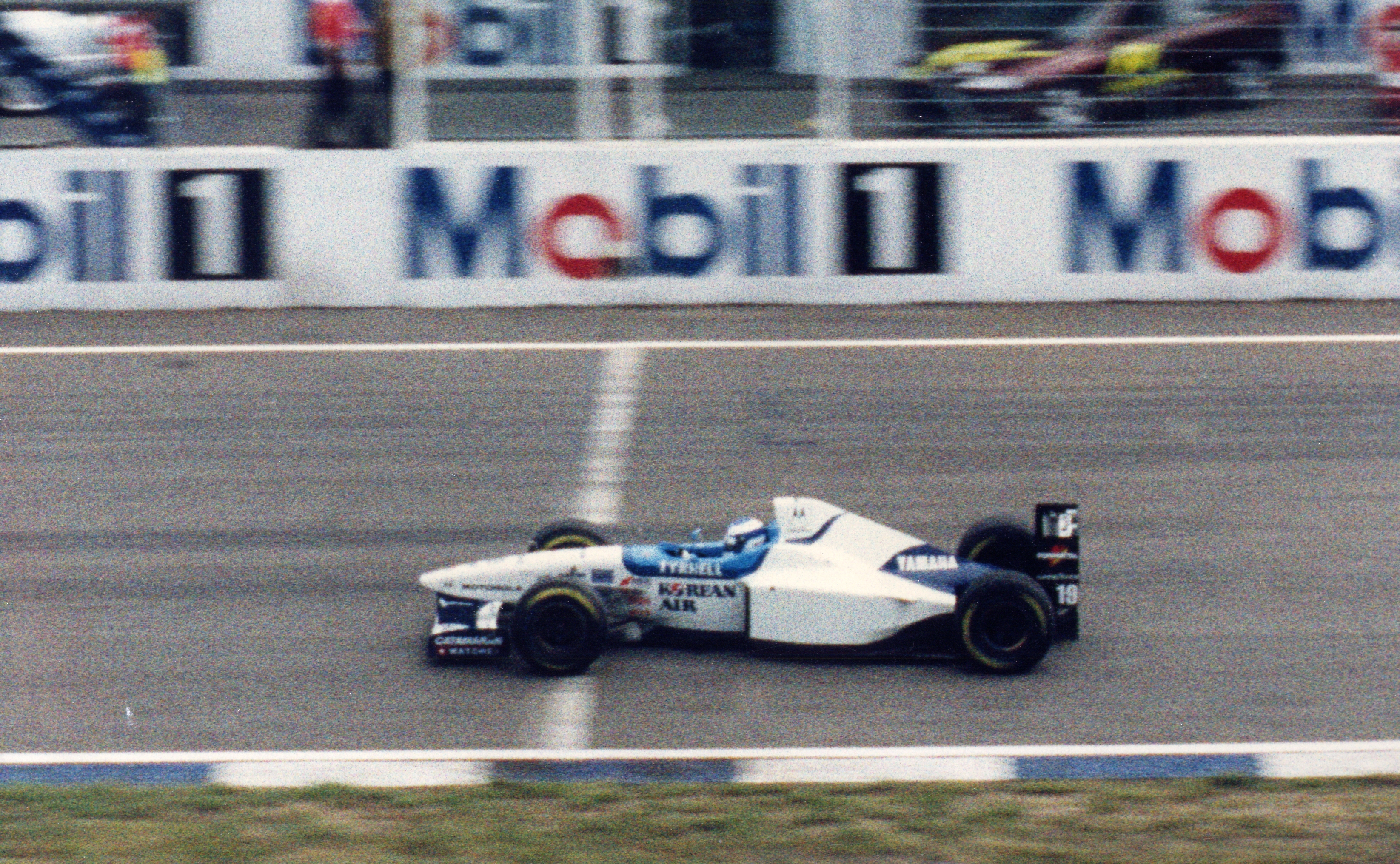
Mika Salo à bord de la Tyrrell 024 lors des essais libres du Grand Prix d'Allemagne 1996.

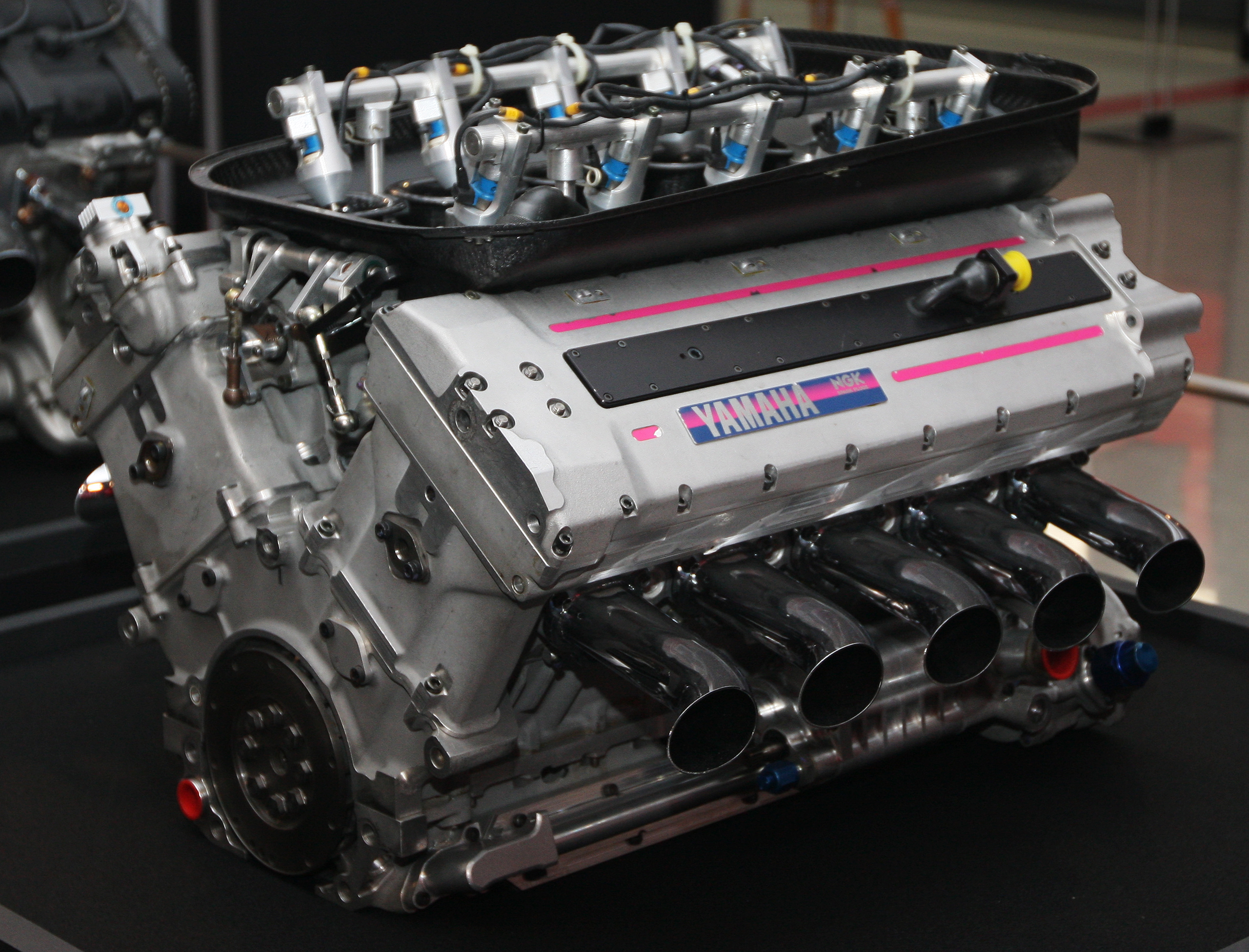
Le moteur Yamaha OX11A de la Tyrrell 024.

| Saison | Écurie         | Moteur           | Pneus    | Pilotes       | Courses | Courses | Courses | Courses | Courses | Courses | Courses | Courses | Courses | Courses | Courses | Courses | Courses | Courses | Courses | Courses | Points inscrits | Classement |
| Saison | Écurie         | Moteur           | Pneus    | Pilotes       | 1       | 2       | 3       | 4       | 5       | 6       | 7       | 8       | 9       | 10      | 11      | 12      | 13      | 14      | 15      | 16      | Points inscrits | Classement |
| ------ | -------------- | ---------------- | -------- | ------------- | ------- | ------- | ------- | ------- | ------- | ------- | ------- | ------- | ------- | ------- | ------- | ------- | ------- | ------- | ------- | ------- | --------------- | ---------- |
| 1996   | Tyrrell Yamaha | Yamaha OX11A V10 | Goodyear |               | AUS     | BRÉ     | ARG     | EUR     | SMR     | MON     | ESP     | CAN     | FRA     | GBR     | ALL     | HON     | BEL     | ITA     | POR     | JAP     | 5               | 8e         |
| 1996   | Tyrrell Yamaha | Yamaha OX11A V10 | Goodyear | Ukyo Katayama | 11e     | 9e      | Abd     | Dsq     | Abd     | Abd     | Abd     | Abd     | Abd     | Abd     | Abd     | 7e      | 8e      | 10e     | 12e     | Abd     | 5               | 8e         |
| 1996   | Tyrrell Yamaha | Yamaha OX11A V10 | Goodyear | Mika Salo     | 6e      | 5e      | Abd     | Dsq     | Abd     | 5e      | Dsq     | Abd     | 10e     | 7e      | 9e      | Abd     | 7e      | Abd     | 11e     | Abd     | 5               | 8e         |

Légende : ici 